# Leichtathletik-Europameisterschaften 1974/5000 m der Männer

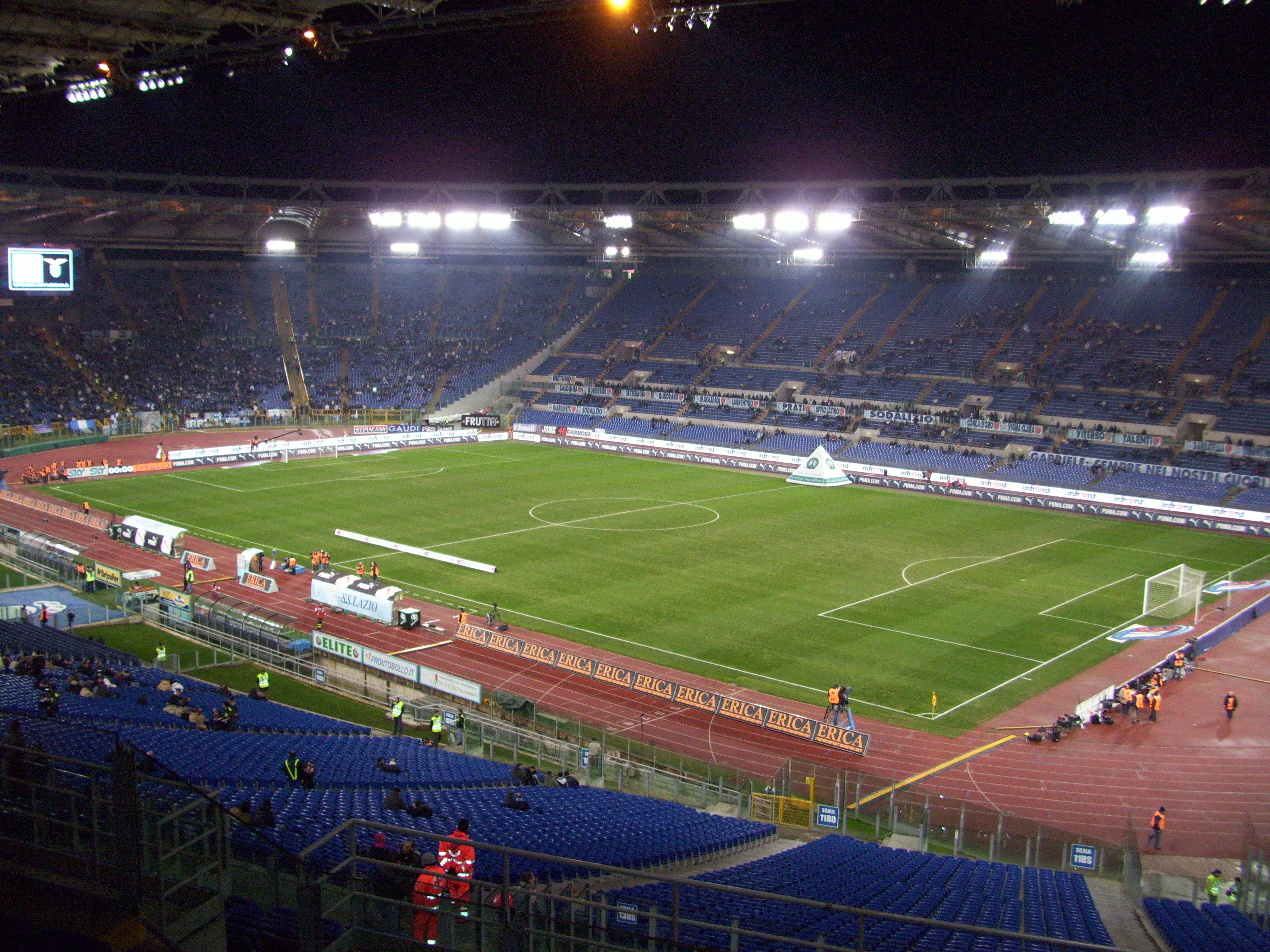
Das Olympiastadion von Rom im Jahr 2009

Der 5000-Meter-Lauf der Männer bei den Leichtathletik-Europameisterschaften 1974 wurde am 6. und 8. September 1974 im Olympiastadion von Rom ausgetragen.
Europameister wurde der britische EM-Dritte von 1971 über 1500 Meter Brendan Foster. Platz zwei belegte Manfred Kuschmann aus der DDR, der sechs Tage zuvor den 10.000-Meter-Lauf gewonnen hatte. Bronze ging an den finnischen Doppelolympiasieger von 1972 über 5000 und 10.000 Meter Lasse Virén.

## Rekorde

### Bestehende Rekorde
| Weltrekord           | 13:12,0 min  | Emiel Puttemans | Brüssel, Belgien      | 20. September 1972 |
| Europarekord         | 13:12,0 min  | Emiel Puttemans | Brüssel, Belgien      | 20. September 1972 |
| Meisterschaftsrekord | 13:32,58 min | Juha Väätäinen  | EM Helsinki, Finnland | 15. August 1971    |

### Rekordverbesserungen
Der bestehende EM-Rekord wurde verbessert und darüber hinaus gab es drei neue Landesrekorde.
- Meisterschaftsrekord:
  - 13:17,21 min – Brendan Foster (Großbritannien), Finale am 8. September
- Landesrekorde:
  - 13:23,93 min – Manfred Kuschmann (DDR), Finale am 8. September
  - 13:25,51 min – Jos Hermens (Niederlande), Finale am 8. September
  - 13:27,12 min – Ilie Floroiu (Rumänien), Finale am 8. September

## Vorbemerkung zu den Resultaten
Die Zeiten sind in den folgenden Tabellen wie üblich aufgeführt.
Zusätzlich sind Besonderheiten mit verschiedenen Kürzeln benannt:
- CR: Championshiprekord
- NR: Nationaler Rekord
- DNF: Wettkampf nicht beendet (did not finish)

## Vorrunde
6. September 1974, 19:10 Uhr
Die Vorrunde wurde in drei Läufen durchgeführt. Die ersten vier Athleten pro Lauf – hellblau unterlegt – und die zusätzlich drei zeitschnellsten Läufer – hellblau unterlegt – qualifizierten sich für das Finale.

### Vorlauf 1
| Platz | Name              | Nation           | Zeit (min) |
| ----- | ----------------- | ---------------- | ---------- |
| 1     | Willy Polleunis   | Belgien          | 13:38,6    |
| 2     | Knut Børø         | Norwegen         | 13:38,6    |
| 3     | Pavel Pěnkava     | Tschechoslowakei | 13:38,8    |
| 4     | Manfred Kuschmann | DDR              | 13:39,2    |
| 5     | Dave Black        | Großbritannien   | 13:41,8    |
| 6     | Fernando Cerrada  | Spanien          | 13:56,8    |
| 7     | Werner Meier      | Schweiz          | 14:05,4    |
| 8     | Mihaíl Koúsis     | Griechenland     | 14:07,0    |
| DNF   | Aniceto Simões    | Portugal         |            |

### Vorlauf 2

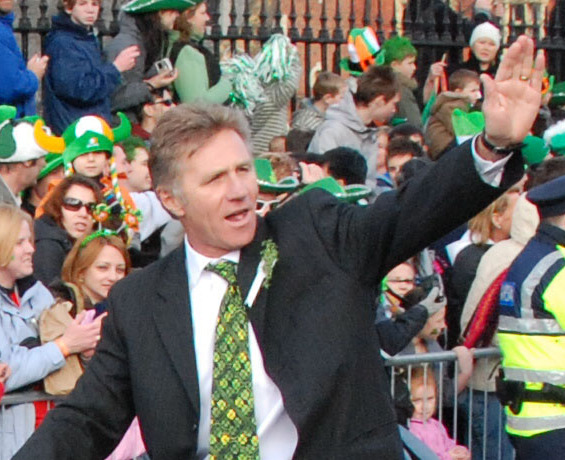
Eamonn Coghlan (hier im Jahr 2008) schied als Siebter des zweiten Vorlaufs aus
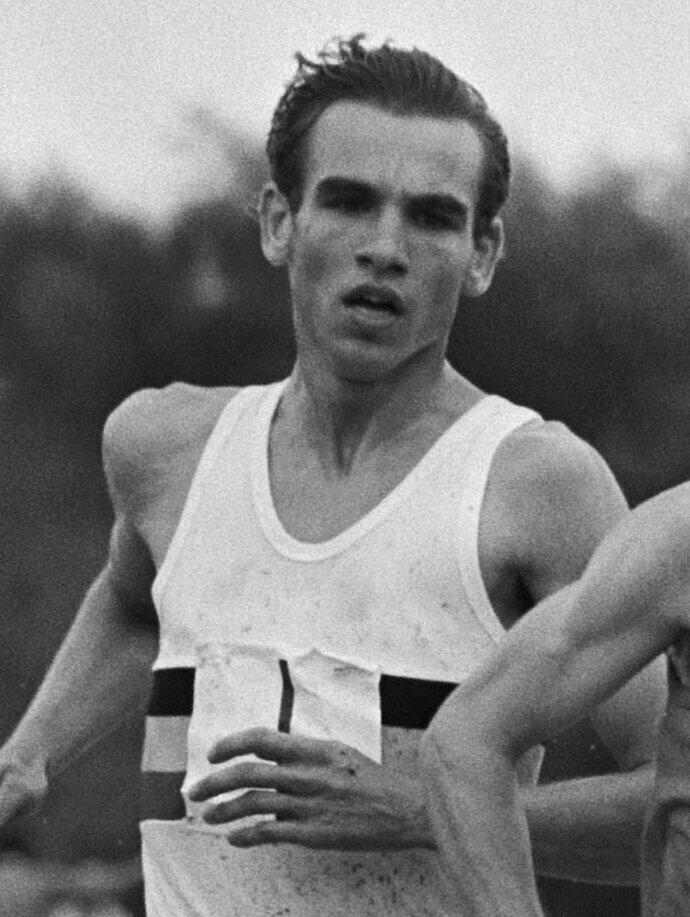
Léon Schots konnte seinen Vorlauf nicht beenden

| Platz | Name              | Nation           | Zeit (min) |
| ----- | ----------------- | ---------------- | ---------- |
| 1     | Pekka Päivärinta  | Finnland         | 13:56,6    |
| 2     | Arne Kvalheim     | Norwegen         | 13:56,8    |
| 3     | Stanislav Hoffman | Tschechoslowakei | 13:59,4    |
| 4     | Wladimir Satonski | Sowjetunion      | 14:01,4    |
| 5     | Henryk Nogala     | Polen            | 14:07,0    |
| 6     | Chris Stewart     | Großbritannien   | 14:17.2    |
| 7     | Eamonn Coghlan    | Irland           | 14:29.6    |
| DNF   | Léon Schots       | Belgien          |            |

### Vorlauf 3
| Platz | Name                    | Nation         | Zeit (min) |
| ----- | ----------------------- | -------------- | ---------- |
| 1     | Brendan Foster          | Großbritannien | 13:37,0    |
| 2     | Jos Hermens             | Niederlande    | 13:37,4    |
| 3     | Knut Kvalheim           | Norwegen       | 13:37,8    |
| 4     | Lasse Virén             | Finnland       | 13:38,2    |
| 5     | Ilie Floroiu            | Rumänien       | 13:39,0    |
| 6     | Petar Svet              | Jugoslawien    | 13:40,8    |
| 7     | Klaus-Peter Hildenbrand | BR Deutschland | 13:41,4    |
| 8     | Christian Cairoche      | Frankreich     | 13:59,6    |
| DNF   | Eddy Van Mullem         | Belgien        |            |

## Finale

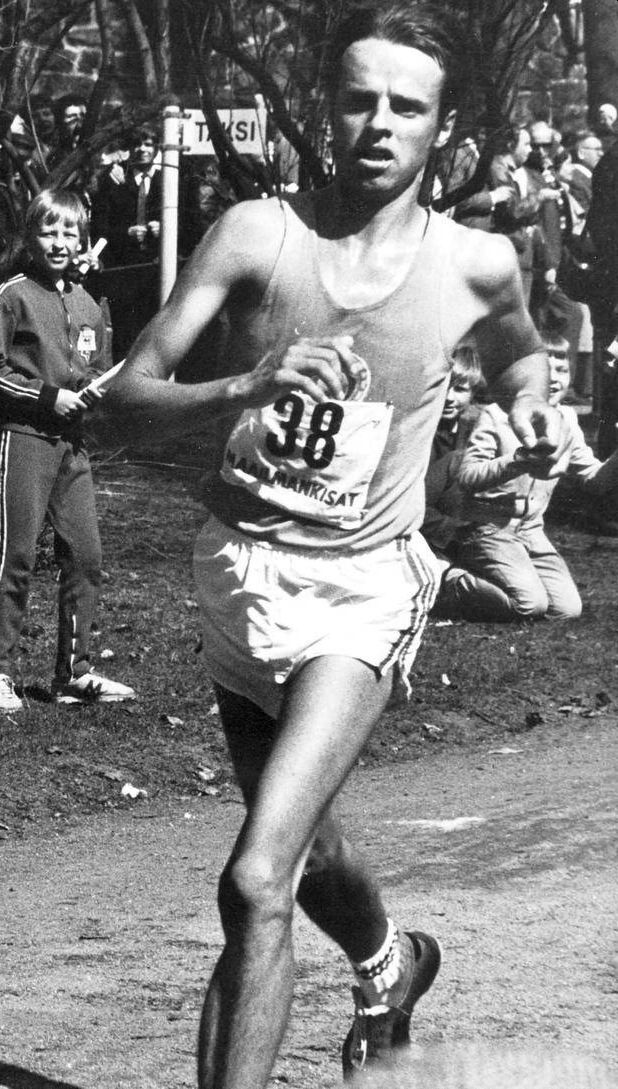
Der Doppelolympiasieger von 1972 über 5000 und 10.000 Meter Lasse Virén errang Bronze
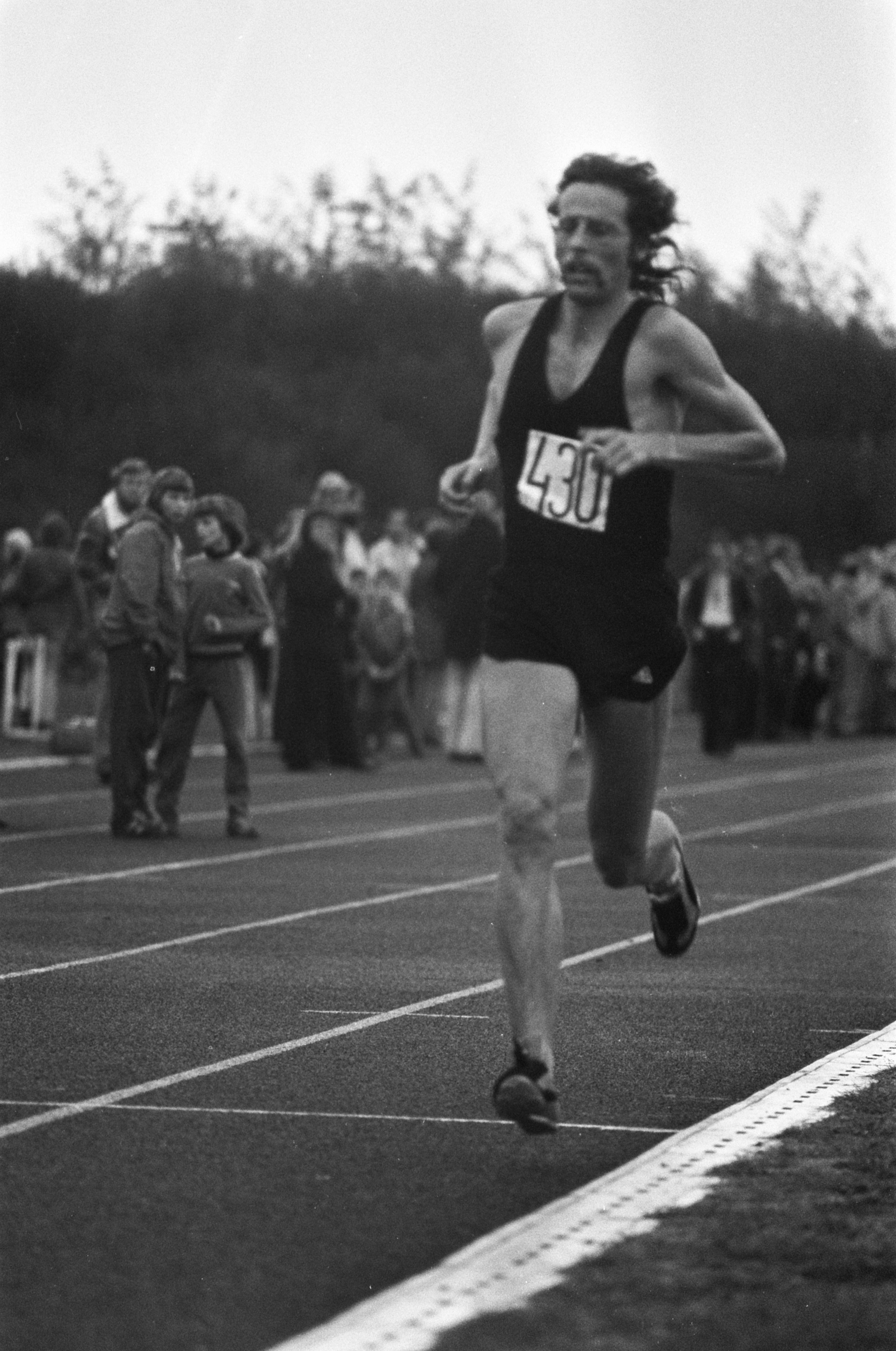
Jos Hermens kam auf den vierten Platz
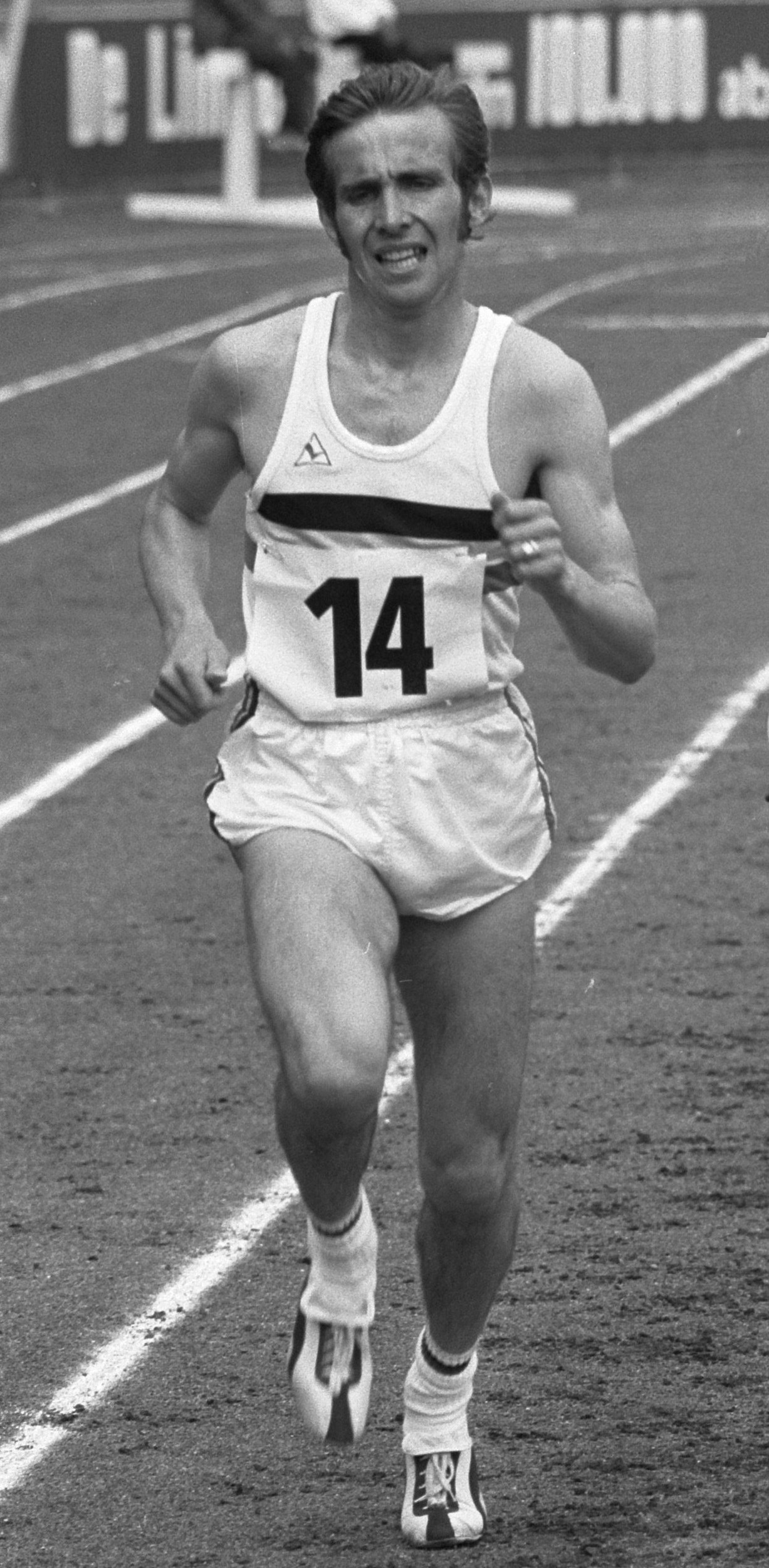
Willy Polleunis wurde in diesem Finale Fünfzehnter

8. September 1974
| Platz | Name                    | Nation           | Zeit (min)  |
| ----- | ----------------------- | ---------------- | ----------- |
| 1     | Brendan Foster          | Großbritannien   | 13:17,21 CR |
| 2     | Manfred Kuschmann       | DDR              | 13:23,93 NR |
| 3     | Lasse Virén             | Finnland         | 13:24,57    |
| 4     | Jos Hermens             | Niederlande      | 13:25,51 NR |
| 5     | Ilie Floroiu            | Rumänien         | 13:27,12 NR |
| 6     | Arne Kvalheim           | Norwegen         | 13:27,23    |
| 7     | Stanislav Hoffman       | Tschechoslowakei | 13:29,03    |
| 8     | Klaus-Peter Hildenbrand | BR Deutschland   | 13:31,93    |
| 9     | Wladimir Satonski       | Sowjetunion      | 13:39,60    |
| 10    | Petar Svet              | Jugoslawien      | 13:41,60    |
| 11    | Knut Børø               | Norwegen         | 13:45,80    |
| 12    | Pavel Pěnkava           | Tschechoslowakei | 14:00,60    |
| 13    | Pekka Päivärinta        | Finnland         | 14:14,20    |
| 14    | Knut Kvalheim           | Norwegen         | 14:19,00    |
| 15    | Willy Polleunis         | Belgien          | 14:23,20    |